# Antonio Gutiérrez de la Huerta
Antonio Gutiérrez de la Huerta y Güemes (Villacarriedo, Cantabria, 1680 - Madrid, 24 de julio de 1736) fue un español que legó su fortuna a la construcción del Colegio de PP. Escolapios de Villacarriedo, fundado en 1746.

## Biografía

### Vida

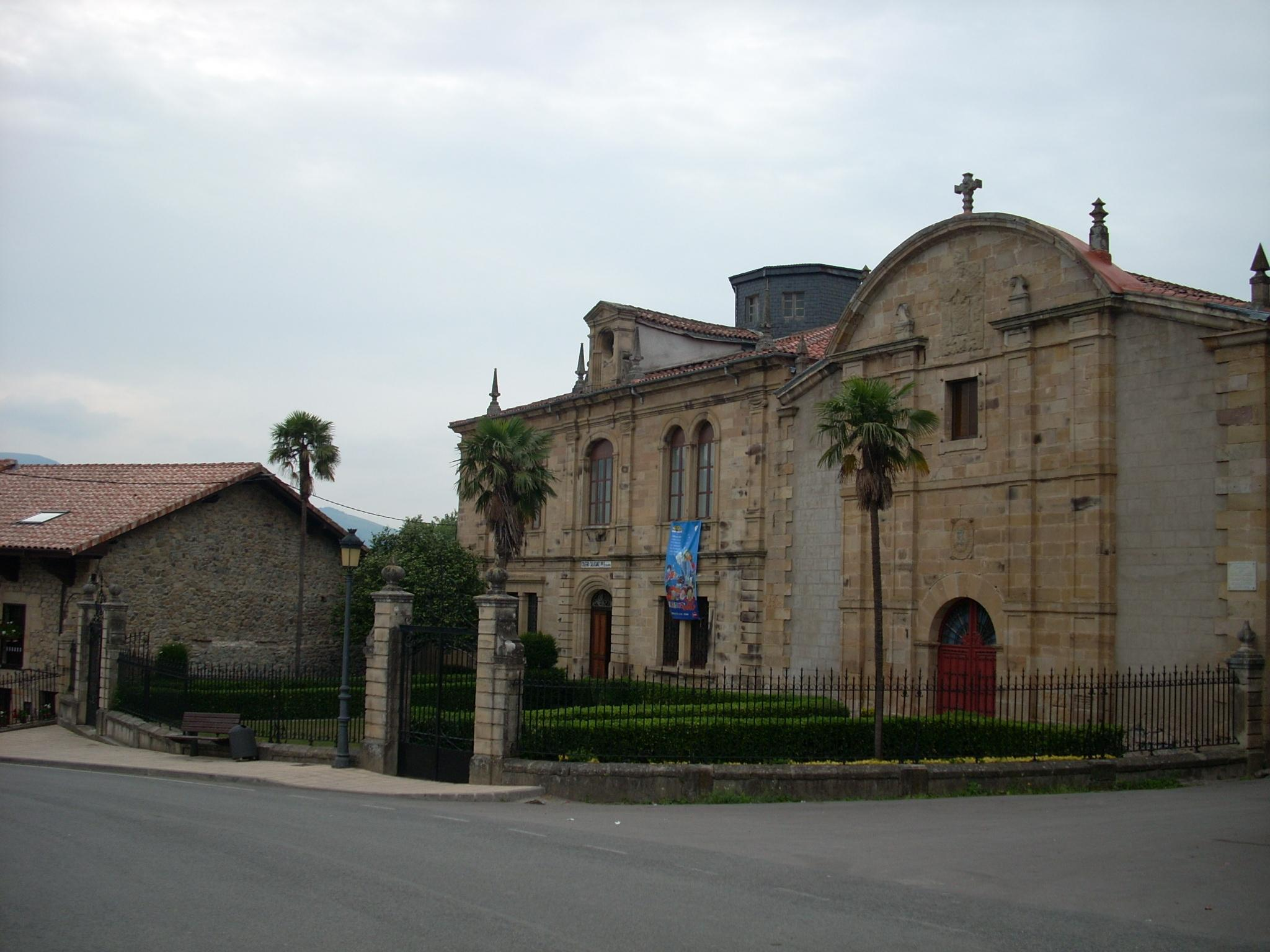
El Colegio de PP. Escolapios de Villacarriedo fue construido a instancia de Antonio Gutiérrez de la Huerta

Antonio Gutiérrez de la Huerta fue bautizado el 29 de julio de 1680 en el municipio cántabro de Villacarriedo; siendo el tercero de los cinco hijos del matrimonio formado por Domingo Gutiérrez de la Huerta y Teresa de Güemes, que formaban una familia modesta cuyo patrimonio redituaba - producían periódicamente- unos 300 reales de vellón.
Siendo joven marchó a Andalucía donde trabajó como dependiente de una tienda de ultramarinos y a los 24 años se alistó como soldado voluntario en la Guerra de Sucesión, actuando en el bando de Felipe V. El 29 de enero de 1720 fue nombrado caballero de la Orden de Santiago después de haber presentado a 24 testigos para demostrar las pruebas requeridas para ingresar en la orden, en las pruebas de hidalguía se demostró que era primo de Leonardo Gutiérrez de la Huerta y Pérez del Camino (n. 1671), que desempeñó el cargo de oidor de Barcelona y era caballero de la Orden de Alcántara, de Juan Antonio Díaz de Arce y Pérez del Camino (n. 1665) que era diplomático, caballero de la Orden de Santiago y fundador del Palacio de Soñanes, y de Juan Campero de Barreda, caballero de la Orden de Calatrava. Finalmente, en 1734 abandonó la labor militar y debido a la defensa que hizo de los Borbones pidió una plaza en el Consejo de Hacienda, cuya concesión es desconocida.
Gutiérrez de la Huerta falleció en Madrid el 24 de julio de 1736, debido a una enfermedad, siendo enterrado en la iglesia de los Padres Trinitarios Descalzos de Madrid. Diez años después, 12 de mayo de 1746, y como había dejado escrito en su testamento, sus restos fueron trasladados a la iglesia del Colegio de Villacarriedo al que legó su fortuna tras morir sin descendencia.
El Colegio de PP. Escolapios de Villacarriedo fue inaugurado el 12 de junio de 1746, contó con el real permiso de Felipe V y con la autorización del arzobispo de Burgos, Pedro de la Cuadra, para el uso de la iglesia.

### Matrimonios
El 29 de enero de 1713 contrajo matrimonio en Madrid con Melchora González de Mincho, que falleció en Cádiz y dejó como heredero a su marido. Gutiérrez de la Huerta se casó en segundas nupcias con Catalina Bandín Salgado, 28 de julio de 1731 en Cádiz, que falleció sin dejar descendencia y que hizo heredero a Antonio Gutiérrez de la Huerta mediante un testamento de 1733.
Al morir sin descendencia, nombró a su sobrino Antonio como testamentario y patrono del colegio, otorgándole una asignación anual de 2200 reales de vellón.